# Gladiolus priorii
Gladiolus priorii är en irisväxtart som först beskrevs av Nicholas Edward Brown, och fick sitt nu gällande namn av Peter Goldblatt och M.P.de Vos. Gladiolus priorii ingår i släktet sabelliljor, och familjen irisväxter. Inga underarter finns listade i Catalogue of Life.

## Bildgalleri

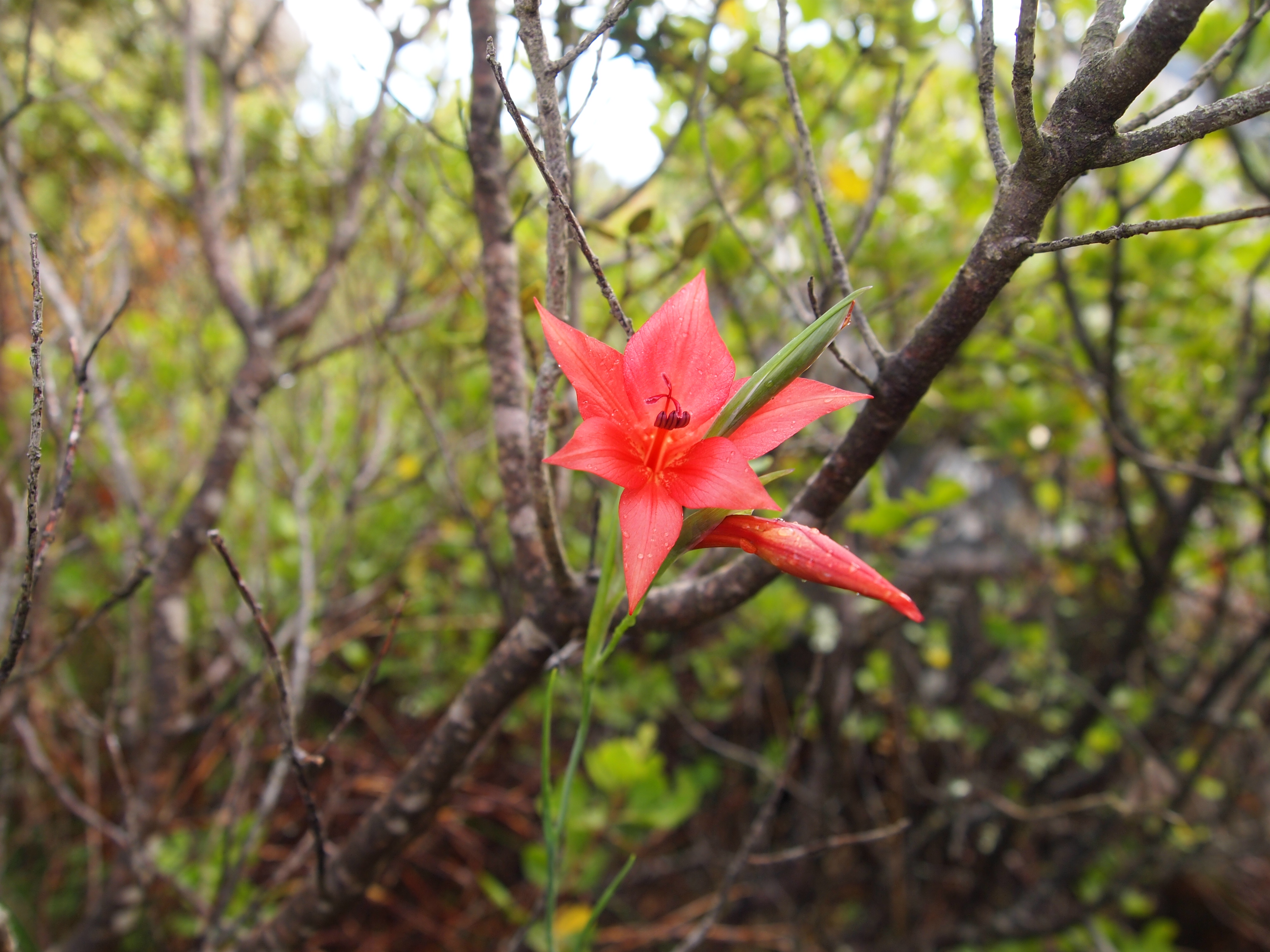
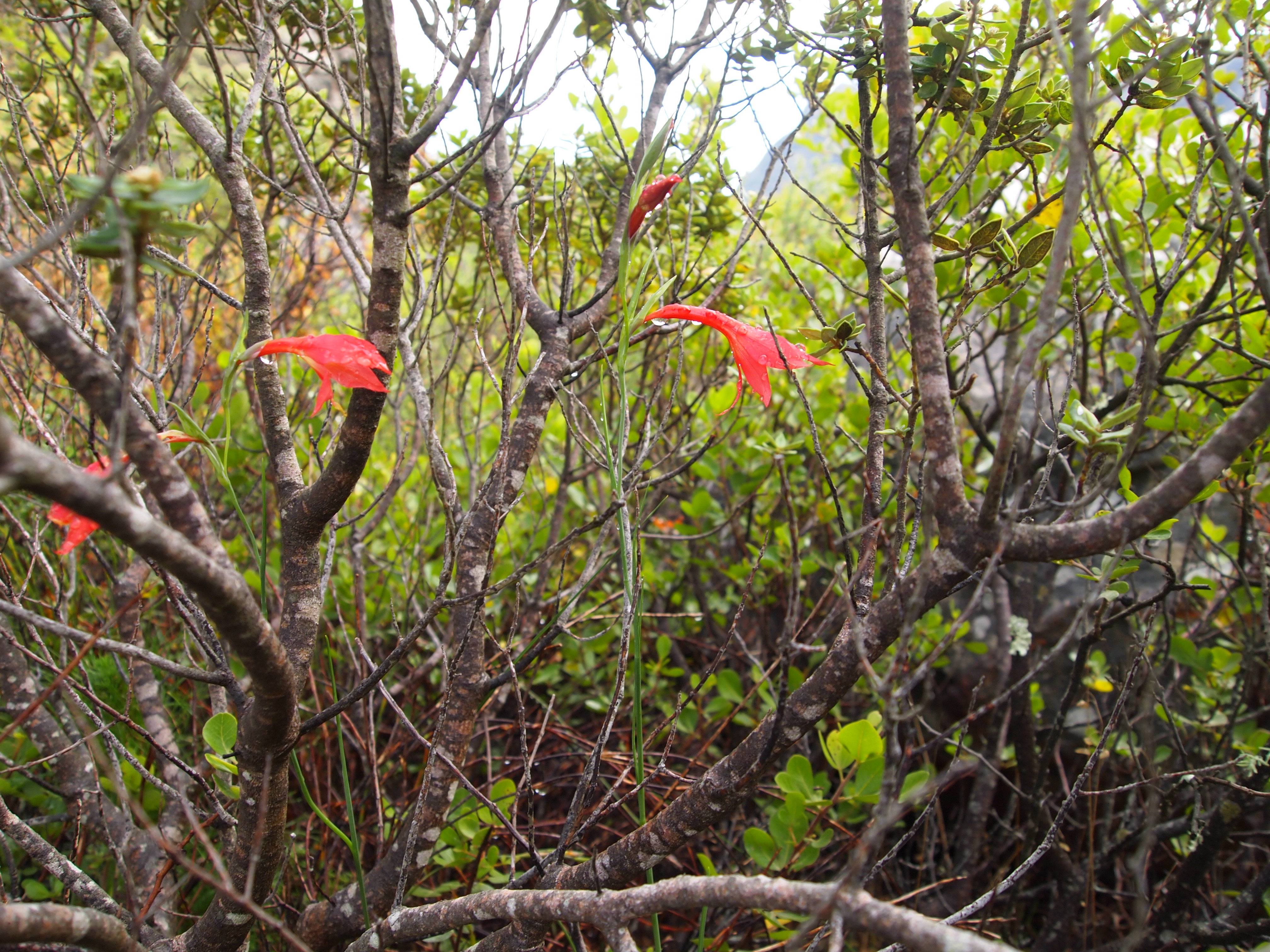
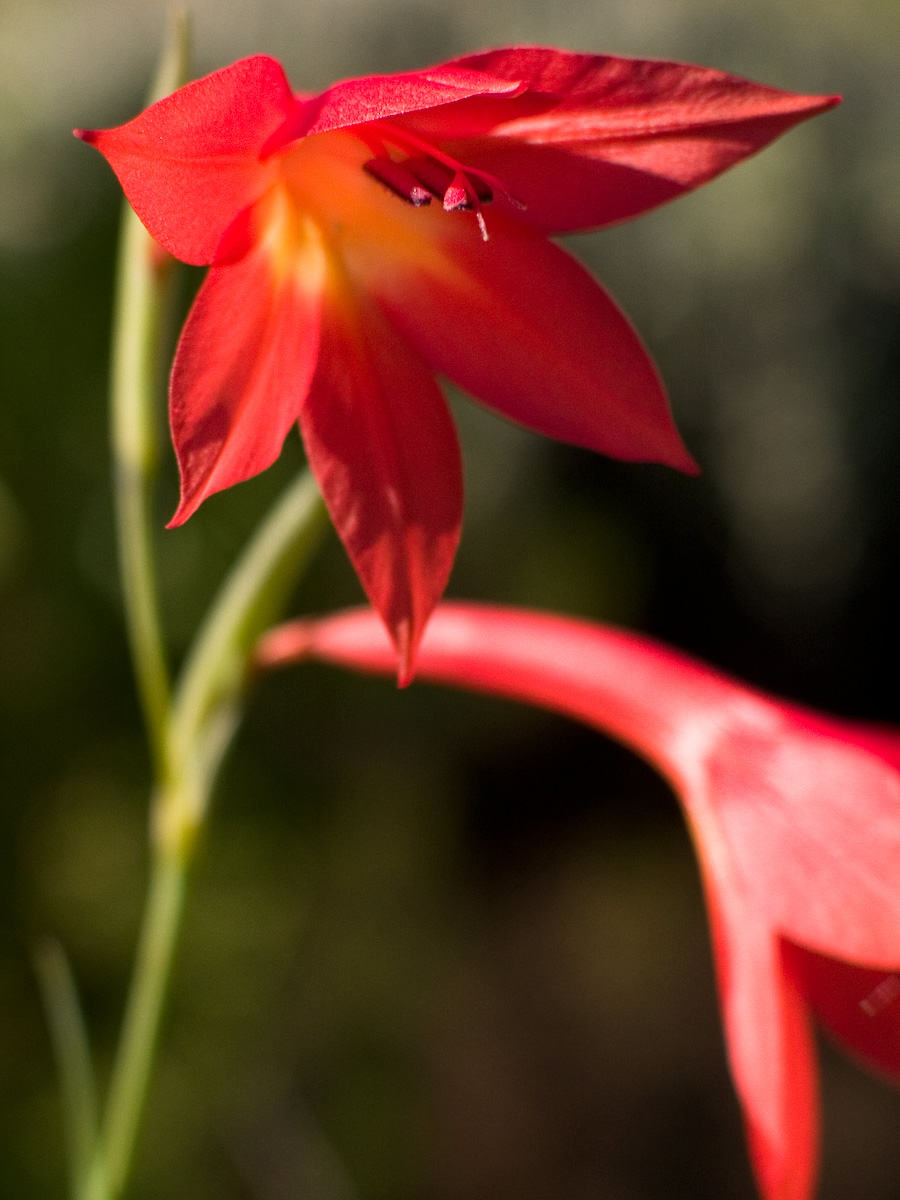